# Saâd Lagrou
Pour les articles homonymes, voir Lagrou.
Saâd Lagrou (en arabe : سعد لكرو), né le 12 juin 1995 à Kénitra, est un footballeur marocain évoluant au poste de défenseur gauche au Rapide Oued Zem.

## Biographie

### En club
Saâd Lagrou est issu du centre de formation du KAC de Kénitra.
Le 15 juillet 2016, il signe librement un contrat de trois ans au DH El Jadida. Lors de sa première saison, il est vice champion de la Botola Pro.
Le 12 juillet 2017, il est prêté pour une saison à Al-Nassr Riyad. Il y dispute 13 matchs en championnat et prend part à la Ligue des champions asiatique.
Le 28 juillet 2019, il signe à l'OC Khouribga. Il dispute quatorze matchs en championnat et termine la saison 2019-2020 à la quinzième place du classement du championnat.
Le 26 novembre 2020, il s'engage pour une saison au Rapide Oued Zem.

### En sélection
En 2013, il prend part à deux matchs amicaux avec l'équipe du Maroc A'.
En mars 2017, il est convoqué par le sélectionneur Hervé Renard dans le cadre d'un match amical contre la Tunisie à Marrakech. Cependant, il n'entre pas en jeu. Quelques jours plus tard, il rejoint la sélection A' et dispute un match amical le 24 mars au Stade municipal de Kénitra contre la Gambie A', inscrivant lors de ce match son premier but avec le Maroc A' (victoire, 2-1).
En août 2019, il est pré-sélectionné par le sélectionneur Vahid Halilhodžić à l'occasion de deux matchs amicaux : contre le Burkina Faso et le Niger. Le joueur ne sera finalement pas retenu dans la liste définitive. Lors du même mois, il figure sur la liste définitive de l'équipe du Maroc A' entraînée par Houcine Ammouta pour disputer une double confrontation contre l'Algérie A' comptant pour les qualifications au Championnat d'Afrique des nations de football 2020.

## Palmarès
DH El Jadida
- Championnat du Maroc :
  - Vice-champion : 2016-17.